# Великі Підліски
Великі Підлі́ски — село в Україні, у Новояричівській селищній громаді Львівського району Львівської області. Орган місцевого самоврядування — Новояричівська селищна громада. Населення становить 256 осіб<.

## Географія
Село Великі Підліски розташоване за 30 км від обласного центру, 30 км від районного центру та 6 км від адміністративного центру селищної громади. За 13 км знаходиться найближча залізнична станція Борщовичі.
Вулиці
У Великих Підлісках налічується 2 вулиці.
- Незалежності
- Шевченка Тараса

## Населення
У 1939 році у селі мешкало 1030 осіб, з них: 880 українців-греко-католиків, 70 польських колоністів, 50 українців-римокатоликів та 30 євреїв. За даними всеукраїнського перепису населення 2001 року у селі мешкало 256 осіб.
Мова
Розподіл населення за рідною мовою за даними перепису 2001 року був наступним:
| українська | 255 | 99,61 |
| російська  | 1   | 0,39  |

## Історія

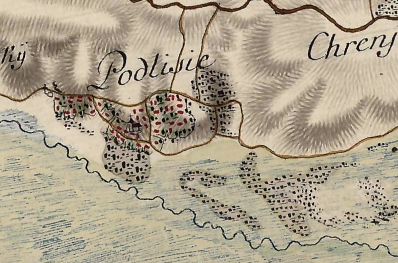
Великі Підліски та околиці на мапі XVIII століття

У податковому реєстрі 1515 року повідомляється про неможливість отримання податків з села через зруйнування волохами і татарами.

## Пам'ятки, визначні місця

### Церква Різдва Пресвятої Богородиці
Тризрубна одноверха будівля церкви Різдва Пресвятої Богородиці стоїть на кам'яному фундаменті. Про будівництво церкви свідчить різьблений напис на одвірках церкви: «Збудований Святий Храм Цей Року Божого 1759 Місяця Квітня Дня 26 за правління вел. короля Августа Г-го і за дідича князя Михайла Радзивілла за Благословінням Боголюбивого Єпископа Леона Шептицького». За іншими даними будівництво церкви ще датують 1700 роком. До вівтаря святині з півночі прибудована ризниця, а бабинець видовжений за рахунок розбудови у західному напрямі. Церква традиційно оточена піддашшям, до неї ведуть два входи — з південної та західної сторони. Іконостас храму різьблений і золочений походить з XVIII століття. На південь від церкви розташована закрита каплиця, а на захід — фігура Пресвятої Богородиці з малим Ісусом на руках, що була встановлена з нагоди святкування 300-ліття храму.
Ще перед початком другої світової війни біля церкви був залитий фундамент під будівництво нового храму, громадою закуплені будівельні матеріали, які по війні конфіскувала влада та були перевезені в селище Новий Яричів, де збудували «Будинок культури». Церкву закрили у 1946 році. У 1989 році громада отримала усний дозвіл на зібрання в храмі і вже за рік, у 1990 році відновили Богослужіння у храмі. У 1998 році розпочато ремонтні роботи у середині храму. 2000 року проведено зовнішню реконструкцію храму: повністю замінено дерево на куполі, перекрито новою бляхою, стіни оббили ґонтом та пофарбовано. 2005 року завершено ремонтні роботи в середині храму, розфарбовано купол, 2007 року — придбано та освячено новий дзвін, 2008 року — виконані роботи по благоустрою території, загородка навколо храму.
У 2015 році при в'їзді до села, коштами меценатів родини Бурових, збудована каплиця Матері Божої Неустанної Помочі.

с. Великі Підліски. Церква Різдва Пресвятої Богородиці з дзвіницею
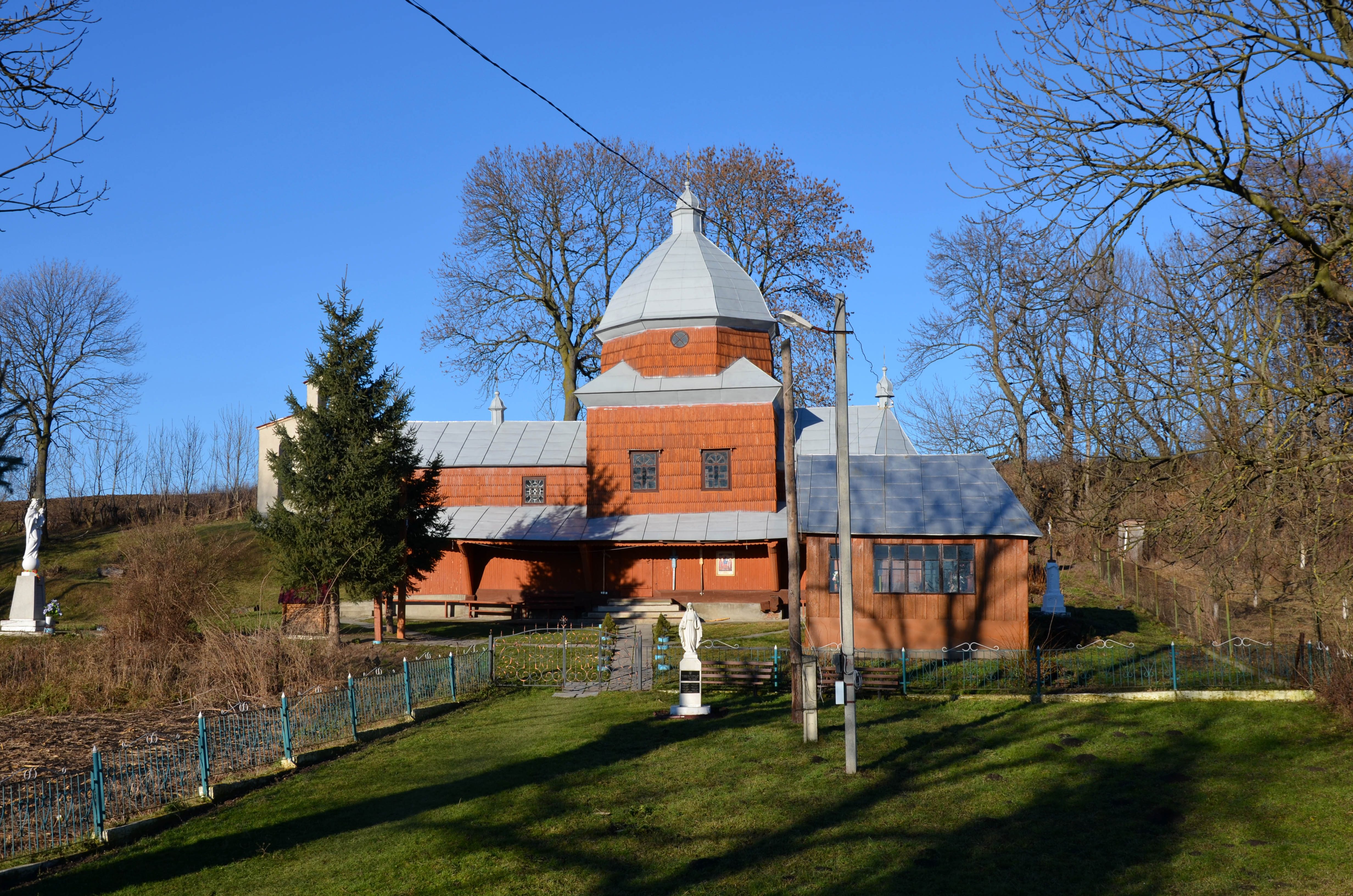
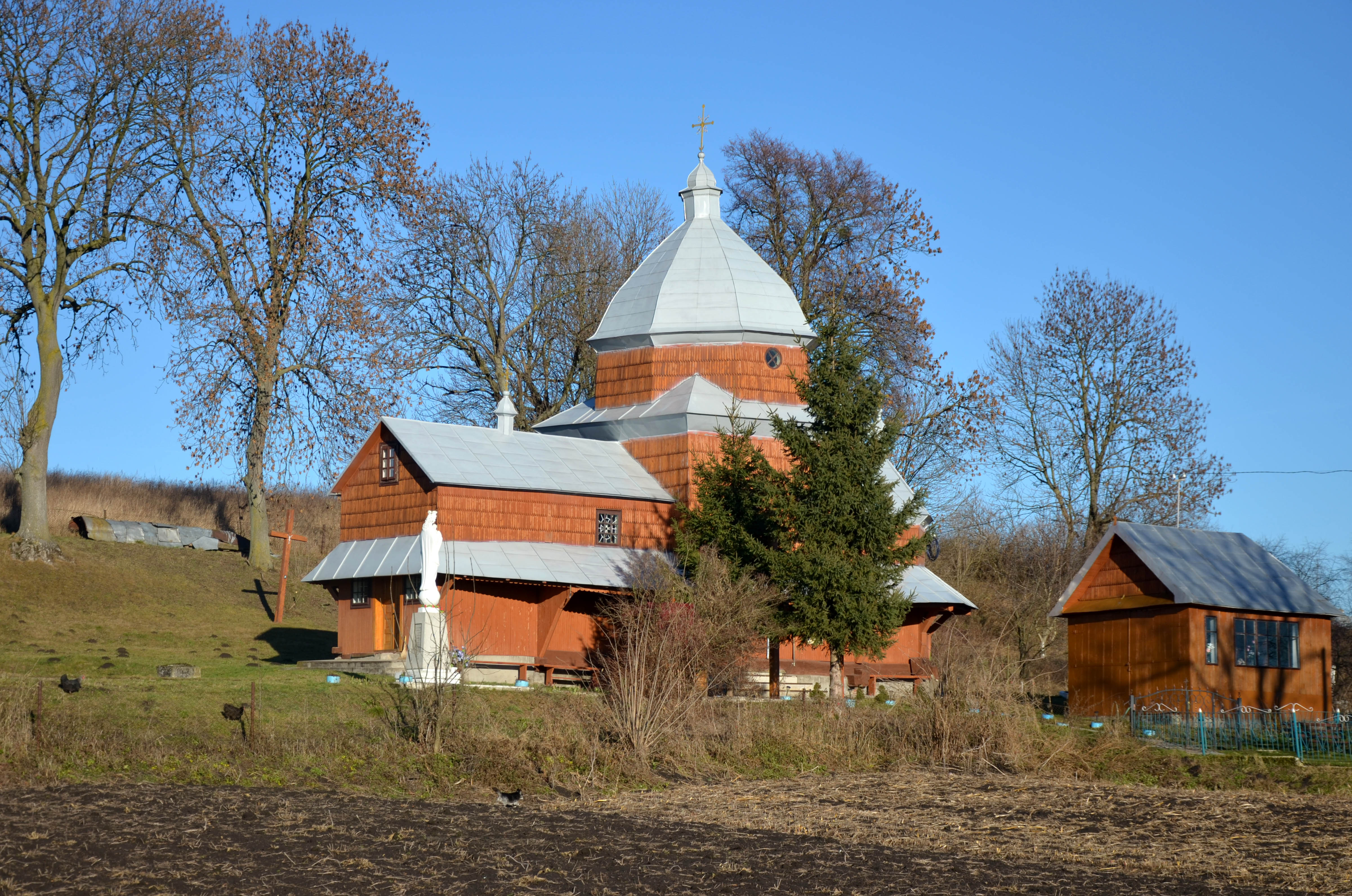

## Відомі люди
Народилися
- Пасєка Ольга Михайлівна — українська радянська діячка, новатор сільськогосподарського виробництва, ланкова колгоспу імені Щорса («Прогрес») Кам'янка-Бузького району Львівської області. Герой Соціалістичної Праці.

Пов'язані із селом
- о. Кучабський Володимир — священник УГКЦ, катехит, науковець, письменник і редактор католицької преси. Парох села у 1934—1935 роках.